# Северный Кенсингтон
Северный Кенсингтон (англ. North Kensington), также известный как Лэдброк-Гроув (англ. Ladbroke Grove) — район Западного Лондона, расположенный к северу от района Ноттинг-Хилл и к югу от Кенсал-Грин. Гранд-Юнион-канал — официальная граница между Кенсал-Грин и Северным Кенсингтоном. Границы между Норт-Кенсингтон и Ноттинг-Хилл немного размыты, поэтому жители, как правило, воспринимают эстакаду Westway в качестве разделителя. Названия Северный Кенсингтон и Лэдброк-Гроув используются для описания одной и той же области.
Район транспортного узла станции метро Лэдброк-Гроув назывался «Ноттинг Хилл» с момента открытия станции в 1864 году и до 1880 года, после чего сменил название на «Ноттинг Хилл и Лэдброк». В 1919 году район был переименован в Лэдброк-Гроув (Северный Кенсингтон). Своё нынешнее упрощенное имя он приобрёл в 1938 году.
Северный Кенсингтон ранее был известен своими трущобами, но впоследствии в связи с ростом цен на жильё район приобрёл статус эксклюзивного и престижного. Его прежнее состояние зафиксировано на фотографиях Роджера Майна.
В Северном Кенсингтоне зародился и проводится Ноттинг-Хиллский карнавал.

## Crossrail
В рамках строительства железнодорожного проекта Crossrail совет Кенсингтона и Челси настаивал на строительстве станции недалеко от Лэдброк-Гроув и Канала Вэй. Значительная часть населения поддержала данный проект, и Борис Джонсон, на тот момент являвшийся мэром Лондона, заявил, что станция будет добавлена, если она не увеличит общей стоимости бюджета. В ответ на его заявление совет Кенсингтона и Челси согласились на прогнозируемые затраты на строительство станции в размере £33 млн.

## Пожар в здании Grenfell Tower
В июне 2017 года в здании Grenfell Tower в северном Кенсингтоне вспыхнул пожар, уничтожив недавно отстроенные многоэтажные жилые здания. В пожаре погибли 72 человека.